# European Drinks
European Drinks este o companie producătoare de băuturi răcoritoare și ape minerale din România, deținută de frații Ioan și Viorel Micula în care produsele European Drinks sunt distribuite în peste 20 de țări în care grupul deține mărcile în care se numără Frutti Fresh, American Cola, Adria, Izvorul Minunilor, Bürger, Hera și Fruttia.
Compania exploatează două surse de apă, la Stâna de Vale și Rieni, în județul Bihor. Principalele mărci pe acest segment sunt Izvorul Minunilor și Hera. În anul 2006, compania a îmbuteliat aproximativ 130 de milioane de litri de apă minerală.
Cifra de afaceri în 2006: 140 milioane euro